# Divisões administrativas em 1906
Nesta página encontrará referências aos acontecimentos directamente relacionados com a regiões administrativas ocorridos durante o ano de 1906.

## Eventos
- 24 de junho - Fundação da vila de Salto de Pirapora. Que viria se tornar cidade anos depois.

## Mortes
| Data | Nome | Profissão | Nacionalidade | Observações | Ref |
| ---- | ---- | --------- | ------------- | ----------- | --- |